# Jan van Diepenbeek
Jan van Diepenbeek (Utrecht, 1903. augusztus 5. – 1981. augusztus 8.), holland válogatott labdarúgó.
A holland válogatott tagjaként részt vett az 1934-es világbajnokságon.